# 王昺之
王昺之（5世紀—？），琅邪临沂人，王韶之之孙，王晔之之子，王晃和文安皇后王宝明的兄弟。
刘宋时期，萧道成为孙子萧长懋娶了王宝明，桂阳王刘休范起兵时，萧道成在新亭带兵，有传言说他已死，萧道成的住宅被人查抄抢掠，萧长懋、萧子良侍奉母亲裴惠昭、萧嶷的妻子庾氏及王宝明送到王宝明哥哥王昺之家中，直到事情平定后才出来。